# Друга Малоросійська колегія

Герб Малої Росії часів Другої малоросійської колегії

Друга Малоросійська колегія (1764—1786) — колегія Російської імперії з управління Лівобережною Україною після скасування інституту гетьманства під час Глухівського періоду в історії Гетьманщини. Історично була продовженням  раніших Першої Малоросійської колегії та Правління гетьманського уряду.
Колегію було ліквідовано у 1786 році у зв'язку з поширенням на територію України загальноімперської системи адміністративно-політичного управління.

## Створення колегії
Після остаточної ліквідації інституту гетьманства управління Лівобережною Україною було доручене Другій Малоросійській колегії. Складалася з чотирьох російських урядовців, чотирьох представників козацької генеральної старшини, прокурора (російського полковника), двох секретарів (українця і росіянина) і канцелярських службовців. Новостворену Малоросійську колегію очолив політик і полководець граф Румянцев-Задунайський Петро Олександрович.Члени (з російського боку): генерал-майор Брант (1764—?); полковник, князь Платон Мещерський (1764—?); полковник Хвостов (1764—?); полковник Натальїн (1764—?).
Члени (з українського боку): генеральний обозний, з присвоєнням чину генерал-майора російської армії, Семен Васильович Кочубей (1764—?); генеральний писар, із присвоєнням чину статського радника, Василь Григорович Туманський (1764—?); генеральний осавул, із присвоєнням чину полковника російської армії, Журавка (1764—?); генеральний хорунжий, з присвоєнням чину полковника російської армії, Апостол (1764—?).

## Мета
У секретній інструкції П. Рум'янцеву щодо управлінням краєм Катерина ІІ рекомендувала:
- знищити всі залишки української автономії;
- закріпачити селян;
- здійснювати пильний нагляд за розвитком економіки;
- усіляко збільшувати збір податків.

Для успішного виконання цих директив новопризначеному генералові-губернатору Лівобережжя радилося діяти дуже обережно, «щоб не викликати ненависті до росіян», «уміло вивертатися» та водночас «мати й вовчі зуби, і лисячий хвіст». Президенту колегії пропонувалося наполегливо переконувати українських селян у тому, що погіршення їхнього становища є наслідком відсталості «малоросійських звичаїв».
Щодо козацької старшини Рум'янцеву рекомендувалося вживати надійний метод «батога і пряника» — жорстоко карати за всі вияви автономістських прагнень і водночас пропонувати українській старшині привабливі урядові посади.

## Діяльність колегії
Обіймаючи посаду генерал-губернатора Малоросії та президента другої Малоросійської колегії, П. Рум'янцев проводив активну колоніальну політику російського уряду щодо Гетьманщини, спрямовану на остаточну ліквідацію її політичної автономії.
За його розпорядженням були проведені реформи козацької служби, податкової системи (запроваджено подушний податок) та поштової справи. Протягом правління цієї людини були зроблені дуже важливі кроки для ліквідації автономії України:
- 1764 — створення Малоросійської губернії
- 1765—1767 рр. — проведено Генеральний опис Малоросії
- 1781 — ліквідація сотенно-полкового устрою Гетьманщини — скасовано українські козацькі полки
- 1781—1783 рр. запроваджено загальноімперську систему адміністративно-політичного управління, поділ на намісництва (Київське, Чернігівське, Новгород-Сіверське)
- 1783 — замість козацьких полків створено регулярні карабінерські полки за російським зразком
- 1783 — остаточно покріпачено українських селян Лівобережжя
- 1785 — на Україну поширено дію «Жалувальної грамоти дворянству»
- 1786 — проведено секуляризацію монастирських маєтків
- відправлення до Санкт-Петербурга прапорів України, гетьманських клейнодів, військових печаток

## Ліквідація колегії
Колегію було ліквідовано у 1786 р. у зв'язку з поширенням на територію України загальної російської системи адміністративно-політичного управління.